# Лихвинская крепость
Лихвинская крепость — бывшая крепость Большой засечной черты в Лихвине, нынешнем Чекалине Тульской области.

## Характеристика

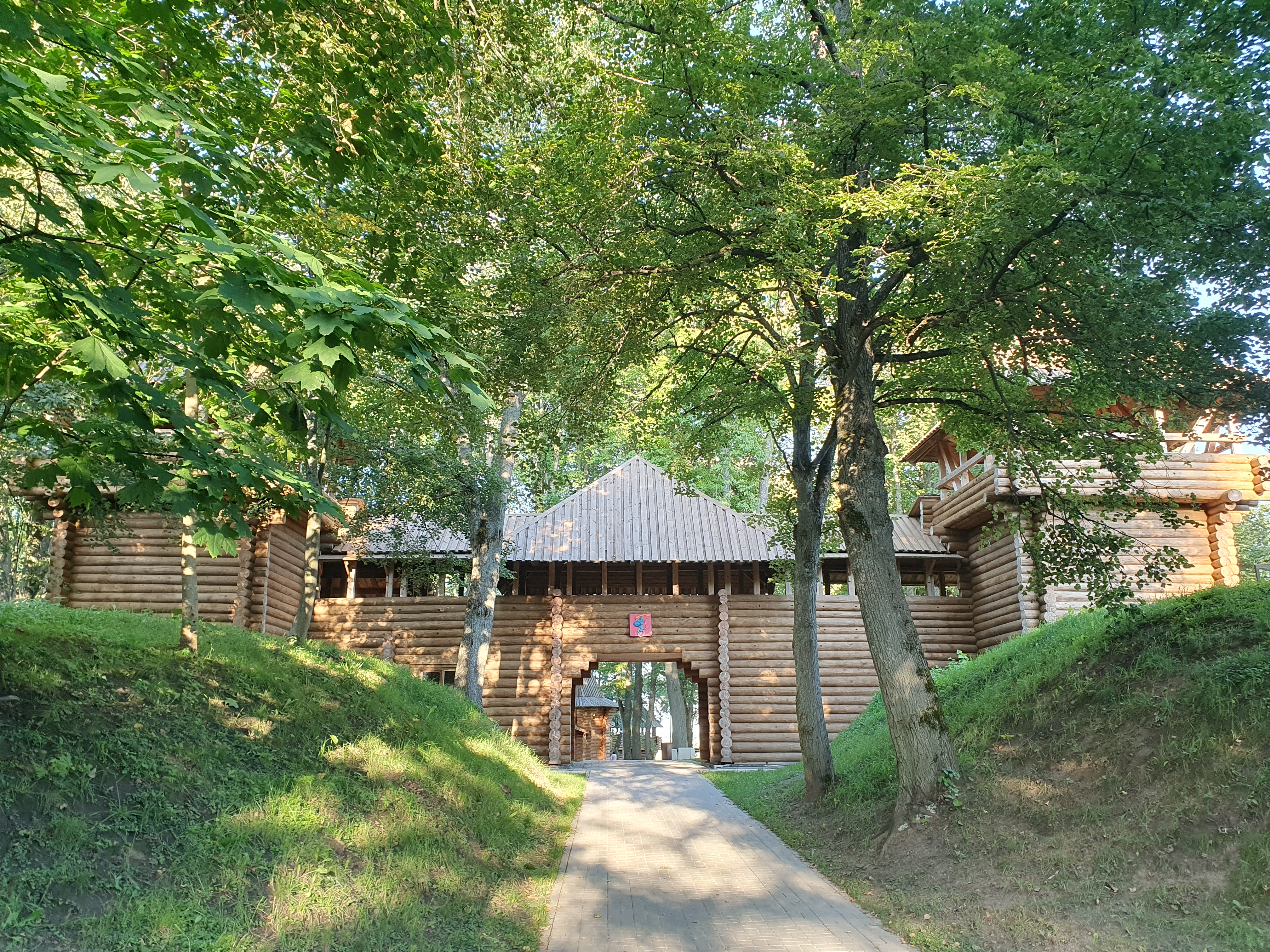
Современная реконструкция Лихвинской крепости и остатки валов перед ней

Крепость со всех сторон была окружена глубокими оврагами, преодолеть которые было очень сложно. Рядом протекала речка Козельня (ныне Лихвинка). С посадом (нынешним центром Чекалина) крепость была связана деревянным мостом, который в случае осады разрушался. Крепость была обнесена частоколом из дубовых, заострённых кверху брёвен. Длина стен составляла 44 сажени с двумя проезжими и четырьмя глухими башнями. У основания холма был сооружён земляной вал длиной 159 сажень. Вал был окружён рвом глубиной по одну сторону 11, по другую — 9 сажень. Лихвинская крепость соединялась с другой частью города только узкой полоской земли, где едва можно было проехать, а впоследствии — подъёмным мостом. Внутри крепости было две деревянные церкви: Николая Чудотворца и Алексея Митрополита, отчего впоследствии само место стало называться Соборной горой. В крепости размещались съезжая и приказная избы, губная изба для уголовных дел, казённый погреб для хранения пороха, тюрьма, святительский двор, воеводский двор, осадные дворы соседних помещиков и вотчнинников, в которые они переезжали во время неприятельского нашествия.

## История

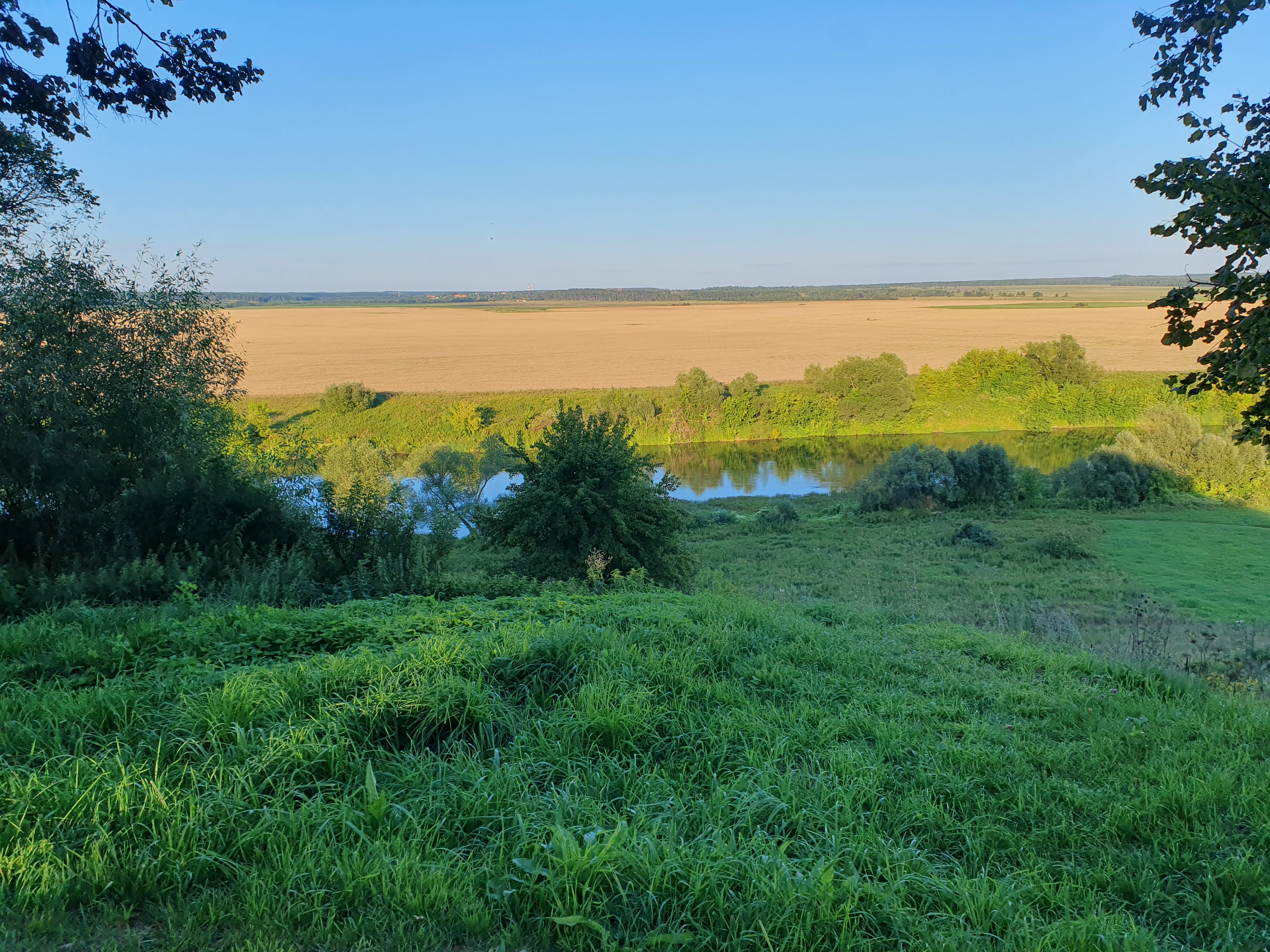
Вид на Оку с Лихвинского городища

Согласно археологическим раскопкам, проведённым в конце XX века, Лихвинская крепость находилась на месте Лихвинского городища, основанного не позже XII века. Позднее это место получило у жителей название Козий остров. Крепость была построена в эпоху Ивана Грозного вместе с Большой засечной чертой. Она выдержала набеги крымских татар и польско-литовских войск, но ни разу не была взята. В 1616 году из Лихвинской крепости начал действовать Дмитрий Пожарский против Александра Лисовского. В конце XVII века, в связи с перемещением границ Русского государства далеко в южные степи, Лихвинская крепость потеряла своё стратегическое значение. Но и в это время служивые люди несли службу по охране города. Гарнизон, охранявший крепость, состоял всего из 62 человек, включая 36 человек посадских с бердышами и рогатинами. Когда надобность в оборонительных функциях отпала, остатки крепости и сгоревших соборов разобрали, вместо моста соорудили дамбу, а площадку расчистили и засадили липовыми аллеями. Так место бывшей крепости превратилось в бульвар, с XIX века — зону отдыха жителей Лихвина. В настоящее время на месте крепости находится её частичная реконструкция и парк «Соборная гора».